# Lazar Stefanović
Lazar Stefanović (in serbo Лазар Стефановић?; Belgrado, 27 aprile 2002) è un cestista serbo.

## Carriera

### Nazionale
Con la nazionale under-19 serba ha partecipato ai Mondiali di categoria del 2021, conclusi al quarto posto finale.

## Palmarès
- Coppa di Serbia: 1

Partizan Belgrado: 2020